# سارة الغامدي
سارة الغامدي (25 نوفمبر 1975 - 23 مايو 2025)، مغنية سعودية.

## حياتها ومشوارها الفني
ولدت في مدينة جدة واسمها الحقيقي نجاة عبد الله الغامدي، وقد درست علم النفس لكن لم تكمل دراستها الجامعية ، إنتقلت للعيش في حي شعبي بسيط جنوب العاصمة الرياض ، ثم بدأت مشوارها في عام 1996 بأغنية وطنيه بمساعدة من الملحن سامي إحسان.

### حياتها الأسرية
متزوجة من السعودي «مازن عسيري»، ورزقت بولدين رعد ومحمد، ابتعدت عن الساحة الفنية بعد خروجها من السجن عام 2008

## حادثة تعرضها للضرب في بيروت
عام 2005 تعرضت سارة لضرب مبرح خلال تواجدها في لبنان مع زوجها مازن العسيري والإعلامي الكويتي بدر الدلح على طريق عين المريسة في بيروت، على مرأى من المارّة الذين لم يتمكّنوا من نجدتها لأن المعتدين كانوا يرتدون ملابس عسكرية، ونُقلت إلى المستشفى حيث خضعت لفحوصات دقيقة، تبين على أثرها أنها مصابة بكدمات فضلاً عن تورّم في الرقبة والظهر، وكافة أنحاء الوجه
ثم اقتادونه إلى مخفر شرطة الرملة البيضا ثم لمخفر حبيش، تبين أن المعتدين ينتمون إلى الأمن العام. قدمت بعدها دعوة قضاية ضدهم، بعد اعتراف الشبان الذين كانوا يطاردونها بأن عناصر الدورية اعتدوا عليهم بالضرب دون معرفة المحرض أو إذا ما كانت مدبرة.

## قضية سجنها
دخلت سجن بريمان في مطلع العام 2007 مطلع، حيث قضت نحو عام ونصف، بعد صدور حكم قضائي ضدها لمشاركتها في إحياء حفلات خاصة في جدة أشيع حينها عن كونها ليست سعودية، ولا تنتمي إلى قبيلة غامد، وأنها فلسطينية وكانت تحمل اسم دينا أو ديما، وسكنت حي الثغر بجدة، وأن لها سلوكيات خاطئة في بداية مشوارها الفني ودخلت السجن بتهمة حيازة المخدرات، لكنها أكدت بعد خروجها بأنها ظلمت وسجنت بسبب إحياء حفلات غير مرخصة، تم إطلاق سراحها بعد إعفائها من ثلث المدة لحسن السلوك وحفظها ستة أجزاء من القرآن الكريم. خرجت بعد أن أتمت محكوميتها عام 2008 وأنجبت بعدها ابنها الثاني.

## خلافاتها

### مع المغنية شمس
- بدأ خلافها مع المغنية الكويتية شمس من قضايا فنية تحولت فيما بعد إلى شخصية أصل الخلاف أن شمس أطلقت تصاريح إعلامية غير مسؤولة واتهما زوج سارة بإهانة أخوه الميت وقذف والتشيهّر بعائلته
- أول تصريح لشمس بأن صوتها نشاز في مجلة ليلة خميس واتصل الصحافي وسألها إذا هي صرحت بهذا الكلام فقالت: (هذا ليس كلامها)، فطلبت سارة إثبات هذا ليس كلامها وأن يُرسل لها اعتذار شخصي منها ولم تعتذر ولم توضح موقفها.
- ظهرت سارة في البرنامج التلفزيوني «حول الخليج» مع لجين عمران على روتانا خليجية للرد عليها قائلة أنها ليست هي من تقيمها ولايحق لها ذلك [5]
- صرحت شمس بعدها مازن زوج سارة يتستر على أخيه ووصفته بالنصاب والسارق، لكن زوجها رد بأن شقيقه المتوفي كان يعاني من مشكلة وتم حلّها مع الجهات الحكومية والرسمية وبعدها توفي بسكتة قلبية
- اطلت شمس في برنامج لمن يجرؤ فقط[6] مع طوني خليفة على شاشة ال بي سي وتحدتث عن خلافها كاملا وصرحت بأنها تملك شريط فيديو يثبت ادعاءاتها ضد سارة قام مازن برفع دعوى لمنع بث الحلقة ومقاضاة شمس والمحطة حيث صرح بأن شمس اسمها الحقيقي تينا وهي فلسطينية تعيش في الإمارات.[7]

استمرت القضية لسنوات وحتى بعد محاولة للصلح بينهم من قبل فنانين وإعلاميين مثل أميرة الفضل.

### مع الإعلاميةمي العيدان
في أكتوبر عام 2012 أشيع بصفحات عبر موقع اكس شائعة مفادها أنّ الإعلامية الكويتية مي العيدان وجهت دعوة إلى المغنية المعتزلة سارة الغامدي لاستضافتها في برنامجها الفني النقدي “نأسف لعدم الإزعاج” عبر قناة “سكوب” الكويتية. لكن مي استغربت مدى سطحية الشائعة وصرحت أن برنامجها نقدي فني يعتمد على نقد الأعمال وليس مبنياً على اللقاءات. حتى تلك التي أجريها ليست حوارية بل تأتي بطريقة نقدية. كما أنّها لاتعرفها شخصيا ولا تربطها أي صلة بها وما أشيع عبر حساب على اكس يحمل اسم سارة عن استضافتها لإغاظة شمس، أمر مضحك. وقبلها بحلقات بحلقات ذكرت في برنامجها بأنها ليست كويتية بعد سنوات طويلة من الكذب”.
وأشارت إلى أنّ شمس “تعرّف نفسها بأنها كويتية. وعندما جاءت إلى الكويت، ذكرت عبر صحيفة “الراي” بأنّها سعودية الجنسية. علماً بأنها ليست سعودية أيضاً. لكنّ هذا لا يعنيها ورفضها زج اسمها في الاعيب ومن لديه شيء أمامه القانون.

## وفاتها
توفيت الفنانة سارة الغامدي يوم الجمعة الموافق 23 مايو 2025 عن عمر ناهز ال49 عام ولم ينشر الخبر إلا في 29 مايو، وقد توفت في مستشفى الملك فيصل التخصصي في مدينة (جدة) بعد عام من المعاناة مع ورم خبيث في الوجة، رغم أنها كانت قد تماثلت للشفاء وغادرت المستشفى سابقاً لكنها عادت إلى المستشفي بشكل مفاجئ وإنتكست حالتها الصحية

## أعمالها

### ألبومات[12]
- 2001: سارا.
- 2005: أخيرا.
- 2007: غلطة جديد.
- 2009: سارا.

### فيديو كليب
| الأغنية      | المنتج       | المخرج            |
| ------------ | ------------ | ----------------- |
| خذتني الروح  | art الموسيقى | عامر الخفش        |
| محد          | روتانا       | محمد العجمي       |
| قبل لأعرفك   | art الموسيقى | محمد العجمي       |
| لا تقسى عليا | art الموسيقى | محمد حسين المطيري |
| تغازلها      | روتانا       | محمد حسين المطيري |
| أخيرا        | روتانا       | وليد ناصيف        |
| موقصدي       | روتانا       | جميل جميل المغازي |
| عادي         | روتانا       | جميل جميل المغازي |
| تطمن         | روتانا       | محمد حسين المطيري |